# 91 av. J.-C.
Cette page concerne l'année 91 av. J.-C. du calendrier julien proleptique.

## Événements
- 22 novembre 92 av. J.-C. (1er janvier 663 du calendrier romain) : début à Rome du consulat de Sextus Julius Caesar et Lucius Marcius Philippus[1].

- Octobre : le tribun de la plèbe Livius Drusus tente de faire obtenir la citoyenneté romaine aux Italiens alliés de Rome. Il est assassiné[2]. Ce meurtre provoque la Guerre sociale (fin en 89 av. J.-C.). Les Marses, Samnites, Apuliens, et Lucaniens se révoltent contre l'autorité de Rome. Ils veulent constituer en Italie une confédération avec pour capitale Corfinium[1].

- Empire parthe : vers 91/90 av. J.-C., un usurpateur, Gotarzès, règne sur la Babylonie et sur une partie de l’Iran en concurrence avec Mithridate II (fin en 80 av. J.-C.)[3].

## Naissances
- Han Xuandi, empereur de la dynastie chinoise des Han.

## Décès
- Octobre : Livius Drusus, assassiné.